# Гоминюк Ананій Савич
Ананій Савич Гоминю́к (нар. 13 травня 1866, Плужне — пом. ?) — український лірник.

## Біографія
Народився 1 [13] травня 1866 року у селі Плужному Острозького повіту Волинської губернії (нині Шепетівський район Хмельницької області, Україна). Осліп в п'ятирічному віці. Грі на лірі став навчатися у 23-річному віці у Петра Кремінського із Білогородки Заславського повіту.

## Репертуар
Виконував пісні «Про Біду», «Про тещу», «Про Хому і Ярему», а також псалми: «Про Олексія», «Про Спасителя», «Пречистої», «Миколаю», «Пятниця», «Про Матір Божу Почаївську».